# بلکوود کریک، تاسمانی
بلکوود کریک (به انگلیسی: Blackwood Creek) یک شهرک در استرالیا است که در تاسمانی واقع شده‌است.